# Милтаун (Керри)
Милтаун (англ. Milltown; ирл. Baile an Mhuilinn, Бале-ан-Вилиннь) — деревня в Ирландии, находится в графстве Керри (провинция Манстер).

## Демография
Население — 415 человек (по переписи 2006 года). В 2002 году население составляло 332 человек.
Данные переписи 2006 года:
| Общие демографические показатели |               |                               |                               |      |      |
| Всё население                    | Всё население | Изменения населения 2002—2006 | Изменения населения 2002—2006 | 2006 | 2006 |
| 2002                             | 2006          | чел.                          | %                             | муж. | жен. |
| 332                              | 415           | 83                            | 25                            | 180  | 235  |